# Otto I van Beieren
Otto Willem Luitpold Adalbert Waldemar (München, 27 april 1848 — aldaar, Slot Fürstenried, 11 oktober 1916) was van 1886 tot 1913 koning van Beieren. Hij was de tweede zoon van Maximiliaan II en Marie van Pruisen, dochter van prins Willem van Pruisen.
Hij nam dienst in het leger en verbleef in 1870/1871 in het hoofdkwartier van Wilhelm I te Versailles. In 1872 werd hij echter geestesziek en hij leefde sindsdien teruggetrokken te Fürstenfeldbruck. Toen zijn eveneens krankzinnig verklaarde broer Ludwig II in 1886 stierf, werd hij tot koning uitgeroepen. Omdat hij echter tot regeren volstrekt niet in staat was ("de koning is zwaarmoedig", heette het officieel), trad zijn oom Luitpold als prins-regent op. Na het overlijden van Luitpold in 1912 volgde diens zoon hem op als prins-regent en werd op 5 november 1913 als Lodewijk III tot koning gekroond.
Otto behield echter tot zijn dood eveneens de koningstitel. Hij stierf op 11 oktober 1916.
Koning Otto is begraven in de koninklijke crypte van de Sint-Michaëlkerk in München.

## Voorouders
| Voorouders van Otto I van Beieren (1848-1916) | Voorouders van Otto I van Beieren (1848-1916)                                                     | Voorouders van Otto I van Beieren (1848-1916)                                                     | Voorouders van Otto I van Beieren (1848-1916)                                                              | Voorouders van Otto I van Beieren (1848-1916)                                                              | Voorouders van Otto I van Beieren (1848-1916)                                                | Voorouders van Otto I van Beieren (1848-1916)                                                | Voorouders van Otto I van Beieren (1848-1916)                                         | Voorouders van Otto I van Beieren (1848-1916)                                         |
| --------------------------------------------- | ------------------------------------------------------------------------------------------------- | ------------------------------------------------------------------------------------------------- | --- | --- | -------------------------------------------------------------------------------------------- | -------------------------------------------------------------------------------------------- | ------------------------------------------------------------------------------------- | ------------------------------------------------------------------------------------- |
| Overgrootouders                               | Maximiliaan I Jozef van Beieren (1756-1825) ∞ Augusta Wilhelmina van Hessen-Darmstadt (1765-1796) | Maximiliaan I Jozef van Beieren (1756-1825) ∞ Augusta Wilhelmina van Hessen-Darmstadt (1765-1796) | Frederik van Saksen-Altenburg (1763-1834) ∞ Charlotte Georgine Louise van Mecklenburg-Strelitz (1769-1818) | Frederik van Saksen-Altenburg (1763-1834) ∞ Charlotte Georgine Louise van Mecklenburg-Strelitz (1769-1818) | Frederik Willem II van Pruisen (1744–1797) ∞ 1769 Frederika van Hessen-Darmstadt (1751–1805) | Frederik Willem II van Pruisen (1744–1797) ∞ 1769 Frederika van Hessen-Darmstadt (1751–1805) | Frederik V van Hessen-Homburg (1748-1820) ∞ Caroline van Hessen-Darmstadt (1746-1821) | Frederik V van Hessen-Homburg (1748-1820) ∞ Caroline van Hessen-Darmstadt (1746-1821) |
| Grootouders                                   | Lodewijk I van Beieren (1786-1868) ∞ Theresia van Saksen-Hildburghausen (1792-1854)               | Lodewijk I van Beieren (1786-1868) ∞ Theresia van Saksen-Hildburghausen (1792-1854)               | Lodewijk I van Beieren (1786-1868) ∞ Theresia van Saksen-Hildburghausen (1792-1854)                        | Lodewijk I van Beieren (1786-1868) ∞ Theresia van Saksen-Hildburghausen (1792-1854)                        | Willem van Pruisen (1783-1851) ∞ Marie Anne Amalie van Hessen-Homburg (1785-1846)            | Willem van Pruisen (1783-1851) ∞ Marie Anne Amalie van Hessen-Homburg (1785-1846)            | Willem van Pruisen (1783-1851) ∞ Marie Anne Amalie van Hessen-Homburg (1785-1846)     | Willem van Pruisen (1783-1851) ∞ Marie Anne Amalie van Hessen-Homburg (1785-1846)     |
| Ouders                                        | Maximiliaan II van Beieren (1811-1864) ∞ Marie van Pruisen (1825-1889)                            | Maximiliaan II van Beieren (1811-1864) ∞ Marie van Pruisen (1825-1889)                            | Maximiliaan II van Beieren (1811-1864) ∞ Marie van Pruisen (1825-1889)                                     | Maximiliaan II van Beieren (1811-1864) ∞ Marie van Pruisen (1825-1889)                                     | Maximiliaan II van Beieren (1811-1864) ∞ Marie van Pruisen (1825-1889)                       | Maximiliaan II van Beieren (1811-1864) ∞ Marie van Pruisen (1825-1889)                       | Maximiliaan II van Beieren (1811-1864) ∞ Marie van Pruisen (1825-1889)                | Maximiliaan II van Beieren (1811-1864) ∞ Marie van Pruisen (1825-1889)                |

- Bibliothèque nationale de France: cb15712220x (data)
- Gemeinsame Normdatei: 119021692
- International Standard Name Identifier: 0000 0000 3175 8755
- Library of Congress Control Number: n95090810
- Nationale Bibliotheek van Israël: 987007281580505171
- Nederlandse Thesaurus van Auteursnamen: 070875898
- Système universitaire de documentation: 120189127
- Virtual International Authority File: 62349529
- WorldCat: E39PBJxRvFPh7wWYhjxy737j4q